# Schaereria
Schaereria is een geslacht in de familie Schaereriaceae. De typesoort is Schaereria lugubris.

## Soorten
Volgens Index Fungorum bevat het geslacht 16 soorten (peildatum december 2021):
| Soortnaam                | Auteur(s)                                          | Publicatiejaar |
| ------------------------ | -------------------------------------------------- | -------------- |
| Schaereria albomarginata | Øvstedal                                           | 2009           |
| Schaereria argentina     | Gyeln.                                             | 1934           |
| Schaereria brunnea       | Björk, T. Sprib. & T.B. Wheeler                    | 2009           |
| Schaereria bullata       | Kantvilas                                          | 1999           |
| Schaereria cinereorufa   | (Schaer.) Th. Fr.                                  | 1861           |
| Schaereria corticola     | Muhr & Tønsberg                                    | 1992           |
| Schaereria dolodes       | (Nyl. ex Hasse) Schmull & T. Sprib.                | 2005           |
| Schaereria fabispora     | Hertel & Zürn                                      | 1986           |
| Schaereria fuscocinerea  | (Nyl.) Clauzade & Cl. Roux                         | 1985           |
| Schaereria gresinonis    | (B. de Lesd.) Gyeln.                               | 1937           |
| Schaereria lugubris      | (A. Massal.) Körb.                                 | 1855           |
| Schaereria parasemella   | (Nyl.) Lumbsch                                     | 1997           |
| Schaereria porpidioides  | Fryday & Common                                    | 2001           |
| Schaereria serenior      | (Vain.) Vitik., Ahti, Kuusinen, Lommi & T. Ulvinen | 1997           |
| Schaereria serenior      | (Vain.) Vitik.                                     | 2004           |
| Schaereria xerophila     | Rambold & H. Mayrhofer                             | 1989           |